# Parafia św. Mikołaja w Poznaniu
Parafia św. Mikołaja – parafia prawosławna w Poznaniu, w dekanacie Łódź diecezji łódzko-poznańskiej. Terytorialnie obejmuje obszar zachodniej Wielkopolski (Poznań, Leszno, Rawicz, Piła, Oborniki, Gniezno, Kościan). W 2014 liczyła ok. 120 wiernych.
Na terenie parafii funkcjonuje jedna cerkiew (parafialna) – pw. św. Mikołaja w Poznaniu, przy ulicy Marcelińskiej.

## Historia
Od XVIII do początków XX w. Poznań zamieszkiwali nieliczni wyznawcy prawosławia, głównie pochodzenia greckiego, dla których okazyjnie organizowano nabożeństwa w prywatnych domach (m.in. u Jana Konstantego Żupańskiego).
Parafia prawosławna w Poznaniu została utworzona w latach 20. XX w. Początkowo była to placówka wojskowa; należeli do niej prawosławni rekruci pochodzący z Kresów Wschodnich pełniący służbę w Wielkopolsce. Z myślą o nich Dowództwo Okręgu Korpusu VII w Poznaniu poleciło utworzyć w mieście kaplicę garnizonową. Na ten cel Komenda Miasta przeznaczyła dawną drewnianą stajnię wojskową (zlokalizowaną u zbiegu ulic Marcelińskiej, Polnej i Wojskowej). Była to budowla konstrukcji belkowej, o ścianach z desek, złożona z trzech równoległych pomieszczeń (dzięki czemu świątynia posiada 3 nawy), bez sufitu i z dachem krytym papą. Adaptację budynku rozpoczęto od wymiany okien na większe i dobudowy niewielkiej kopuły nad przyszłym prezbiterium. Wyposażenie świątyni (duże ikony w kiotach, świeczniki, dwa żyrandole, naczynia, szaty i księgi liturgiczne) sprowadzono z cerkwi Świętej Trójcy w Koninie, którą wkrótce rozebrano. Ikonostas natomiast sprowadzono z Kalisza (wcześniej znajdował się w tamtejszym soborze świętych Apostołów Piotra i Pawła, który rozebrano w latach 20. XX w.). Konsekracja powstałej w ten sposób poznańskiej cerkwi prawosławnej nastąpiła 13 kwietnia 1924 (wydarzenie upamiętniła Księgarnia św. Wojciecha, wydając okolicznościową widokówkę, przedstawiającą 3 ujęcia świątyni). Dzięki staraniom ówczesnego prawosławnego kapelana wojskowego, ks. Aleksandra Bogaczowa, do czasu wybuchu II wojny światowej wykonano w cerkwi posadzkę i sufit, belki nośne obudowano dyktą (nadając im kształt czworograniastych kolumn) oraz pokryto papą ściany od zewnątrz.
Jeszcze w okresie międzywojennym parafia zmieniła charakter na cywilno-wojskową, ze względu na osiedlanie się w Poznaniu prawosławnej inteligencji z Kresów (przybywającej w poszukiwaniu pracy), a także imigrantów politycznych z ZSRR. Parafia dysponowała kwaterą na poznańskim cmentarzu starogarnizonowym, która uległa dewastacji po wkroczeniu do miasta Armii Czerwonej w 1945 (zniszczono m.in. grób generała Sergiusza Kułżyńskiego, przedwojennego dyrektora poznańskiego hipodromu). Wielu dawnych rosyjskich imigrantów, którzy nie opuścili Poznania przed zajęciem miasta przez wojska radzieckie, zostało zesłanych do łagrów w głębi ZSRR.
W wyniku działań wojennych (1945) cerkiew poznańska uległa niewielkim uszkodzeniom, które naprawiono dzięki pomocy prawosławnego oficera Wojska Polskiego, ks. Piotra Marczaka (późniejszego proboszcza parafii w Torzymiu i Zielonej Górze). W 1951 cerkiew poznańska stała się konkatedrą nowo powstałej diecezji łódzko-poznańskiej. Po wojnie kontynuowano przebudowę budynku cerkiewnego (wzniesiono nad szczytową ścianą wieżyczkę z kopułą, umieszczono okna na wysokości chóru i przy drzwiach wejściowych, które otwierano podczas bicia w dzwony znajdujące się wewnątrz świątyni). Uregulowano też kwestię własności gruntu pod cerkwią, dawnego terenu wojskowego, który później przejęło miasto. W latach 60. XX w. dzięki przyznanym funduszom miejskim otynkowano cerkiew oraz zbudowano wokół niej ogrodzenie. W latach 70. w oknie nad chórem umieszczono witraż autorstwa prof. Adama Stalony-Dobrzańskiego, przedstawiający Włodzimierską Ikonę Matki Bożej, św. Mikołaja i św. Hioba Poczajowskiego. W tym czasie odnowiono też wnętrze świątyni.
W końcowym okresie stanu wojennego i bezpośrednio po nim w bocznych nawach cerkwi składowano transporty darów napływających z państw zachodnich na potrzeby różnych chrześcijańskich wspólnot. Kiedy przedstawiciele poszczególnych parafii i zborów odbierali swoje przydziały, część z nich w podzięce za magazynowanie przekazywali parafii prawosławnej. Po zaopatrzeniu wiernych, resztę rozdawano okolicznym mieszkańcom, którzy w dowód wdzięczności składali ofiary na świątynię. Za uzyskane pieniądze kupiono materiały budowlane, dzięki czemu cerkiew w latach 80. została obmurowana i ponownie konsekrowana. Nie zrealizowano natomiast projektu (autorstwa prof. Aleksandra Grygorowicza) zakładającego dobudowę fasady ozdobionej kopułami.
W 2011 rozpoczęto generalny remont cerkwi.
Nabożeństwa parafialne odprawiane są w soboty, niedziele i święta (według nowego stylu). Uroczystość patronalna przypada 9 maja (święto Przeniesienia Relikwii św. Mikołaja).
W lutym 2022 r. rozpoczęto odprawianie nabożeństw prawosławnych w Lesznie.

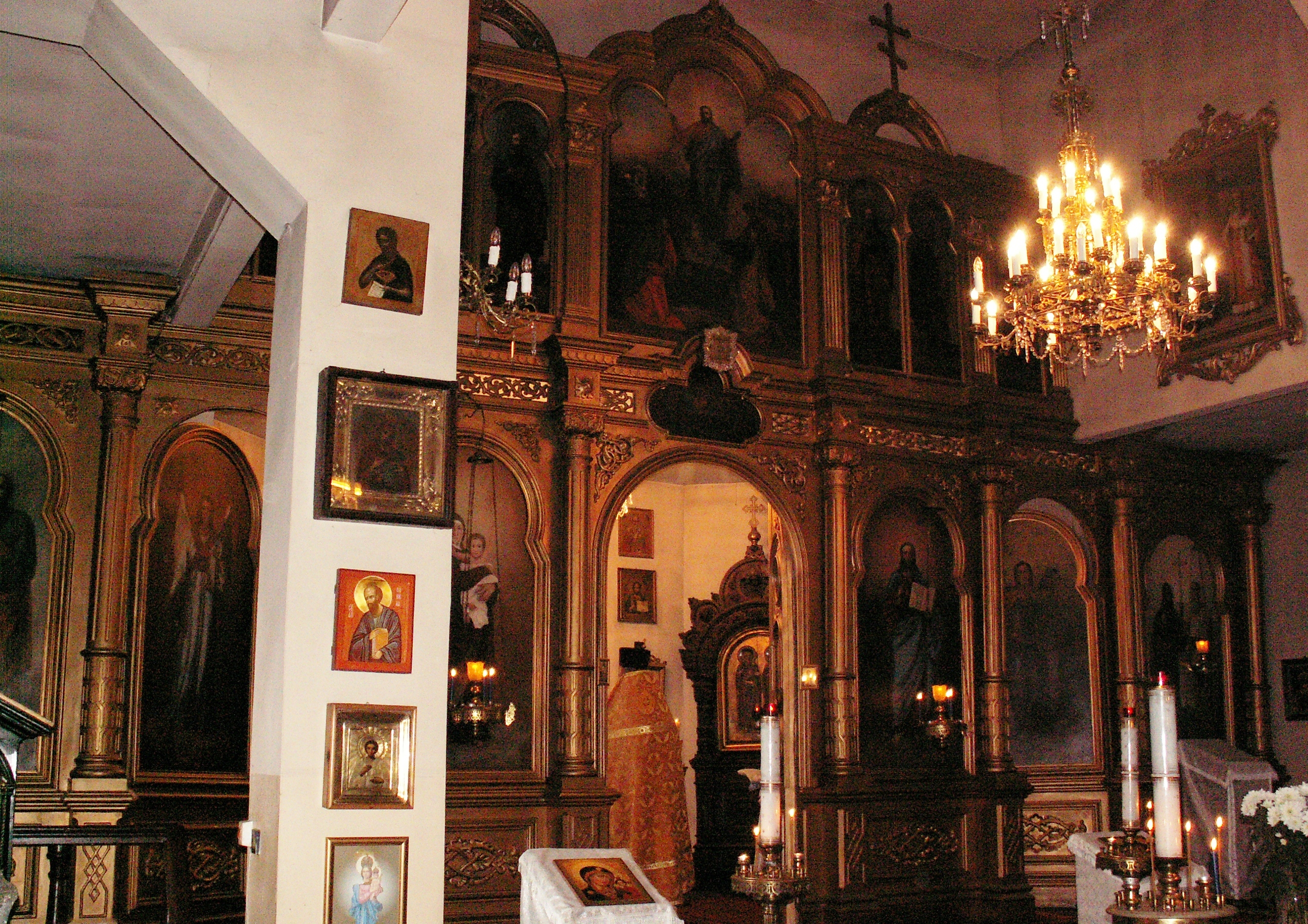
Widok na ikonostas

## Wykaz proboszczów
- 1924–1945 – ks. Aleksander Bogaczow (administrator)
- 1945 – ks. Piotr Marczak (administrator)
- 1945–1957 – ks. Fieodot Żuk
- 1957–1968 – ks. Aleksander Sadowski
- 1968–1976 – ks. Jerzy Klinger
- 1976–1987[5] – ks. Włodzimierz Jakubowski
- 1987–2022[6] –  ks. Paweł Minajew
- od 2022[6] – ks. Sławomir Kondratiuk